# SIL Open Font License

Logo

Die SIL Open Font License (OFL) ist eine vom Summer Institute of Linguistics (mittlerweile SIL International) herausgegebene freie Lizenz zur Lizenzierung von Schriftarten, die von der Free Software Foundation als frei anerkannt wurde – sogenannte Open-Source-Fonts.
Unter der OFL lizenzierte Schriftarten umfassen z. B. EB Garamond, Gentium, Linux Libertine, Charis SIL oder Doulos SIL.

## Eigenschaften
Ähnlich der GPL erlaubt diese Lizenz, durch sie lizenzierte Software (in diesem Fall: digitale Schriftarten) frei zu kopieren, zu verwenden, zu ändern und zu verbreiten (auch als Teil eines anderen Softwaresystems). Jedoch geht die Lizenz auf ein paar Fälle ein, von denen Fonts betroffen sind. Ein abgeleitetes Werk darf (ohne Zustimmung des Autors) nicht mit dem gleichen Namen versehen werden. Weiterhin darf der lizenzierte Font alleine nicht verkauft werden. Schließlich wäre noch zu bemerken, dass sich diese Lizenz explizit nicht auf Dokumente, die einen lizenzierten Font benutzen, auswirkt. Lediglich die Schriftart selbst ist von ihr betroffen.

## Weiterführende Literatur
- Stephen L. Walter: Mother Tongue Literacy — the Work of the S. I. L. In: Schrift und Schriftlichkeit: Ein interdisziplinäres Handbuch internationaler Forschung, HSK 10/1, hrsg. v. Hartmut Günther und Otto Ludwig, De Gruyter 1994, S. 798 ff., doi:10.1515/9783110111293.1.6.798.
- Monika Ermert: Neue Open-Source-Lizenz für Fonts. In: Heise (25. November 2005).